# Scienceklas
Een scienceklas is een speciale klas op sommige scholen voor voortgezet onderwijs in Nederland, waar naast de gebruikelijke vakken, bijzondere aandacht wordt gegeven aan onderwijs in natuurwetenschappen ("science").  Hieronder vallen vakken zoals
- biologie
- natuurkunde
- scheikunde
- sterrenkunde
- techniek

Meestal hebben de leerlingen naast de verplichte vakken een speciaal vak 'science' op hun rooster staan. In de tijd die ze hiermee bezig zijn gaat het met name om vaardigheden als 
- het bedenken, ontwerpen en uitvoeren van eenvoudig onderzoek
- het analytisch en probleemoplossend vermogen
- rapporteren en presenteren van onderzoek
- samenwerking

De exacte invulling van het vakgebied kan per school verschillen.